# 岡山県道349号吉ヶ原美作線
岡山県道349号吉ヶ原美作線（おかやまけんどう349ごう きちがはらみまさかせん）は、岡山県久米郡美咲町から美作市に至る一般県道である。

## 概要
久米郡美咲町吉ヶ原と美作市入田（にゅうた）を結ぶ。

### 路線データ
- 起点：岡山県久米郡美咲町吉ヶ原（岡山県道26号津山柵原線交点）
- 終点：岡山県美作市入田（入田交差点、国道179号交点、国道374号上）

## 路線状況
かつては、美作市湯郷地内（湯郷温泉街）に起点方向への一方通行区間があったが、現在は国道374号経由に変更され、旧道は美作市道1029号湯郷本線となった。

### 重複区間
- 岡山県道379号百々樫村線（久米郡美咲町藤田上）
- 国道374号（美作市湯郷 - 美作市入田（にゅうた）・入田交差点（終点））

## 地理

### 通過する自治体
- 岡山県
  - 久米郡[[[美咲町]] - 美作市

### 交差する道路
| 交差する道路                                     | 市町村名 | 市町村名 | 交差する場所     | 交差する場所      |
| ------------------------------------------------ | -------- | -------- | ---------------- | ----------------- |
| 岡山県道26号津山柵原線                           | 久米郡   | 美咲町   | 吉ヶ原           | 起点              |
| 岡山県道379号百々樫村線 重複区間起点             | 久米郡   | 美咲町   | 藤田上           |                   |
| 岡山県道379号百々樫村線 重複区間終点             | 久米郡   | 美咲町   | 藤田上           |                   |
| 国道374号 / 美作岡山道路                         | 美作市   | 美作市   | 稲穂             | [ 注釈 1 ]        |
| 岡山県道362号位田飯岡線                          | 美作市   | 美作市   | 位田             |                   |
| 国道374号 重複区間起点 岡山県道361号畑沖勝間田線 | 美作市   | 美作市   | 湯郷             |                   |
| 国道179号 国道374号 重複区間終点                 | 美作市   | 美作市   | 入田（にゅうた） | 入田交差点 / 終点 |

### 沿線
- 吉井川
- 湯郷温泉
- 美作郵便局